# 康特拉
康特拉（西班牙語：Contra，为的缩写，意为“反革命”）是20世紀70年代末至90年代初尼加拉瓜各種親美反共反政府的右翼反叛團體的统称。它们受美國支持和資助，反對桑地諾民族解放陣線政府及其实行的改革。尼加拉瓜民主力量成為迄今為止規模最大的對抗組織之一。 1987年，幾乎所有的對抗組織都至少在名義上與尼加拉瓜抵抗組織聯合。這些人多是前總統安纳斯塔西奥·索摩查·德瓦伊莱政府的軍警和公務員。
在對尼加拉瓜政府的戰爭中，反政府武裝犯下大量侵犯人權行為，並採用恐怖主義手段進行1300多起恐怖襲擊。這些行動經常作為戰略的一部分而係統地進行。反對派的支持者們試圖淡化這些違規行為，特別是美國的列根政府，他們參與了一場白色宣傳運動，以改變輿論以支持反政府武裝，同時暗中鼓勵反政府武裝攻擊平民目標。
叛亂分子從早期階段就接受了美國政府的財政和軍事支持，並決定性地依賴於它。在被美國國會禁止支持後，列根政府仍暗中繼續計劃。這些非法活動最終導致了伊朗門事件。在1990年代美國不再支持後便節節敗退並停止活動。

## 历史

### 起源
康特拉最开始并不是铁板一块的军事组织，而是由三个部分组成：
- 第一部分是尼加拉瓜国民警卫队（英语：Nicaraguan National Guard）的前士兵和其他曾为尼加拉瓜前独裁者索莫查家族服务的右翼群体。[2]这些人后来在尼加拉瓜民主力量 (FDN) 的军队中尤为常见。除了加入康特拉外，国民警卫队的残余人员组建了九月十五日军团（英语：Fifteenth of September Legion）、反桑地诺游击队特种部队和民族解放军等军事团体。然而，最初这些团体规模很小，很少对桑解阵进行主动袭击。[2]
- 第二部分是曾于桑解阵合作反抗索摩查家族，但在革命成功后与桑解阵理念不合或感到背叛的人，比如曾任桑解阵国务委员会委员的埃德加·查莫罗（英语：Édgar Chamorro）因为不认同桑地诺政府的政策而离开尼加拉瓜，并在迈阿密加入了由尼加拉瓜流亡者组成的尼加拉瓜民主联盟（英语：Nicaraguan Democratic Union）（以下简称UDN）。[2]除此以外，曾与桑解阵合作过的农民武装组织MILPAS（英语：MILPAS）在1979年加入到反对桑解阵的阵营。[3][4]
- 第三部分是一些单纯反对桑地诺民族解放阵线和反共产主义的尼加拉瓜人。[2]

### 主要组织

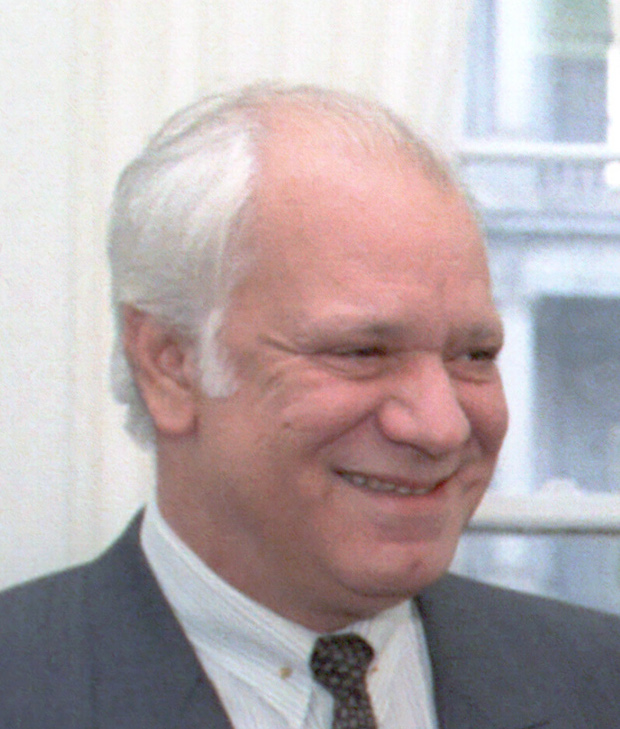
FDN领导人阿道夫·卡莱罗

中情局和阿根廷情报部门希望在提供大规模援助之前统一反桑地诺民族解放阵线的事业，于是说服九月十五军团、UDN和几个反共军事团体于1981年9月合并为尼加拉瓜民主力量(以下简称FDN)。尽管FDN的大多数任是曾经支持或服务索莫查家族的国民警卫队士兵，但担任其领导人的是商人和反索莫查活动家阿道夫·卡莱罗。埃德加·查莫罗曾表示，UDN内部强烈反对与国民警卫队合作，最终是在中情局的坚持下才进行合并的。
新组建的国防军以邻国洪都拉斯为基地，由前国民警卫队上校恩里克·贝穆德斯 (Enrique Bermúdez) 指挥，开始吸收尼加拉瓜北部规模较小的叛乱力量。该军主要由美国提供资金、训练、装备、武装和组织，很快成为尼加拉瓜最大、最活跃的反政府组织。
1982年4月，曾在桑解阵政府担任高职的埃登·帕斯托拉组织了桑地诺革命阵线并加入到反共游击队民主革命阵线，并向桑地诺政府宣战。他本人曾是桑解阵党员，于1981年突然辞职并叛逃。帕斯托拉是一位受欢迎且富有魅力的领导人，其组织最开始发展十分迅速，不过他只是将自己限制在尼加拉瓜南部地区活动。1984 年 5月30日，他举行的新闻发布会遭到炸弹袭击后，他宣布“自愿退出”反政府斗争。
第三股力量为尼加拉瓜原住民所组建的Misurasata。最开始由尼加拉瓜大西洋沿岸的米斯基托人、苏莫人和拉玛人所组建。1981年12月，尼加拉瓜政府试图将原住民的土地国有化并与原住民爆发了冲突。在这场冲突中，至少10,000名印第安人被强迫迁往内陆的重新安置，一些原住民的村庄被桑解阵烧毁，Misurasata就此诞生。但是Misurasata于1983年分裂，领导人斯特德曼·法戈斯·穆勒带领一部分人与FDN结盟，其余人则与桑解阵妥协。1984年12月8日，Misurasata与尼加拉瓜政府于波哥大签署了一项停火协议，尼加拉瓜政府承诺给予原住民自治权，同时Misurasata也不再与桑解阵进行斗争。

## 美国的支援
在尼加拉瓜诉美国案中，尼加拉瓜政府在国际法庭上称康特拉完全是美国的产物。这一说法遭到了美国的反对并最终被驳回。然而，康特拉与美国关系密切的证据被认为是压倒性的、无可辩驳的。美国在很长一段时间内为他们提供资金、训练、武器和情报。考虑到桑地诺民族解放阵线从古巴和苏联获得了大量武器和支持，如果没有美国的支持和帮助，反政府武装不太可能能够开展重大军事行动并与尼加拉瓜政府之间战斗如此之久。

### 政治
美国政府认为桑地诺民族解放阵线对美国政府和公司在尼加拉瓜的经济利益和国家安全构成威胁。美国总统罗纳德·里根在1983年表示，“（美国）南部边境的防御岌岌可危。尽管桑地诺民族解放阵线建立的政府得到了大多数国家的承认，但美国仍继续反对新尼加拉瓜政府，并反对古巴和苏联对其的支持。1981年，刚上任的罗纳德·里根指责桑解阵将共产主义带到中美洲并援助萨尔瓦多的法拉本多·马蒂民族解放阵线。尽管外国观察家普遍认为1984年尼加拉瓜选举是公平的，但里根政府仍认为桑地诺民族解放阵线不民主。不过，整个20世纪80年代，桑解阵政府被美国政府资助的组织自由之家视为“部分自由”。
1982年1月4日，里根签署了绝密的《国家安全决策指令17》，授权中情局在尼加拉瓜招募反政府武装，并以1900万美元的军事援助支持反政府武装。为反政府武装提供大量支持是里根主义的重要体现之一，里根一直呼吁向反对共产主义政府的运动提供军事支持。然而，从1981年起，美国已经开始支持桑解阵政府的反对派武装。从一开始，中情局就负责此事，为反政府武装提供武器、衣物、食物和训练，同时也负责监督反对派武装。